# کوین دیکس
کوین دیکس (هلندی: Kevin Diks؛ زادهٔ ۶ اکتبر ۱۹۹۶) بازیکن فوتبال اهل هلند است.

## باشگاهی
از باشگاه‌هایی که در آن بازی کرده‌است می‌توان به ویتس، فیورنتینا، فاینورد و امپولی اشاره کرد.